# (129327) Davehamara
(129327) Davehamara est un astéroïde de la ceinture principale.

## Description
(129327) Davehamara est un astéroïde de la ceinture principale. Il fut découvert le 10 octobre 2005 aux monts Santa Catalina par le programme CSS. Il présente une orbite caractérisée par un demi-grand axe de 2,65 UA, une excentricité de 0,21 et une inclinaison de 12,3° par rapport à l'écliptique.